# Sergej Dmitrijevič Sazonov
Sergej Dmitrijevič Sazonov (rusky Серге́й Дми́триевич Сазо́нов; 29. červencejul./ 10. srpna 1860greg. Rjazaňská gubernie – 24. prosince 1927 Nice) byl ruský politik, ministr zahraničí Ruska v letech 1910– 1916, dvořan, statkář v Rjazaňské gubernii. V říjnu 1914 přijal výzvu, kterou přes ruské velvyslanectví v Londýně poslal T. G. Masaryk ruské armádě, aby na smluvený signál nestříleli po našich přeběhlících a brali je do zajateckých táborů.

## Vyznamenání
- Řád svatého Stanislava I. třídy – Ruské impérium, 1910
- rytíř I. třídy Řádu svaté Anny – Ruské impérium, 1912
- rytíř Řádu Serafínů – Švédsko, 5. července 1912[2]
- čestný rytíř velkokříže Královského Viktoriina řádu – Spojené království, 23. září 1912[3]
- Řád Bílého orla – Ruské impérium, 1916[4]
- čestný rytíř velkokříže Řádu lázně – Spojené království, 1916[3]
- velkokříž Řádu čestné legie – Francie
- velkokříž Řádu svatého Mauricia a svatého Lazara – Italské království
- Řád vycházejícího slunce I. třídy – Japonsko
- rytíř Záslužného řádu pruské koruny – Pruské království
- Řád červené orlice – Pruské království
- Řád svatého Vladimíra – Ruské impérium
- Řád Albrechtův – Saské království
- velkokříž Řádu svatého Řehoře Velikého – Vatikán